# عظم القص
عظم القَصّ (باللاتينية: Sternum) عظمٌ مسطح، مفرد، طويل، غير سميك،  من عدة قطع ملتحمة، طوله نحو 19 سم،  يشبه السيف الروماني العريض وضعه في الجسم شاقوليًّا مع ميلان قليل نحو الأمام، هو في منتصف الصدر في الأمام عند الإنسان، يتصل بالأضلاع السبعة العليا بواسطة الغضاريف الضلعية ويكوّن مع الأضلاع والفِقْرات الصدرية القفص الصدري الذي يحمي القلب والرئتين ويمنح مواقع لاتصال عضلات الصدر والبطن والظهر والأطراف العليا، ويتألف من ثلاثة أجزاء:
1. قبضة القصّ.
2. جسم القصّ.
3. الناتئ الرهابي أو الرُّهَابَة[3] أو الرَّهَابَة[3] أو العُلْعُل[4] (أو الزائدة السيفية)[بحاجة لمصدر]

معدل طول عظم القص في الإنسان البالغ هو 17 سنتيمتر، وهو أطول قليلاً في الرجل مما هو في المرأة. وهو يتكون من عظم إسفنجي فيه الكثير من الأوعية الدموية، ويُغطيه طبقة من العظم الصلب.
أحياناً يحدث كسر فيه، مثلاً إذا اندفع صدر سائق السيارة على المقود أثناء حادث السيارة، مما يسبب كسراً في هذا العظم ويكون الكسر عادة من النوع المفتت؛ أي أن العظم يتكسر إلى عدة أجزاء، ويصاحبه عادة رض للرئتين (بالإنجليزية:  Pulmonary contusion)‏.

## أجزاء عظم القص

شكل قبضة القص

- قبضة القص   جسم القص   الناتئ الرهابي أو الزائدة السيفية

### قبضة القص
قبضة القص (بالإنجليزية: Manubrium)‏ تشكل الجزء الأعلى من عظم القص، وتتصل من الأعلى بعظمي الترقوة بواسطة المفصل القصي الترقوي ومن الأسفل بجسم القص بواسطة المفصل القصي القبضي، وتتمفصل كذلك مع الغضروف الضلعي الأول والجزء الأعلى من الغضروف الضلعي الثاني، وتقابل من الخلف الفقرتين الصدريتين الثالثة والرابعة. وللقبضة سطحان سطح أمامي وسطح خلفي.

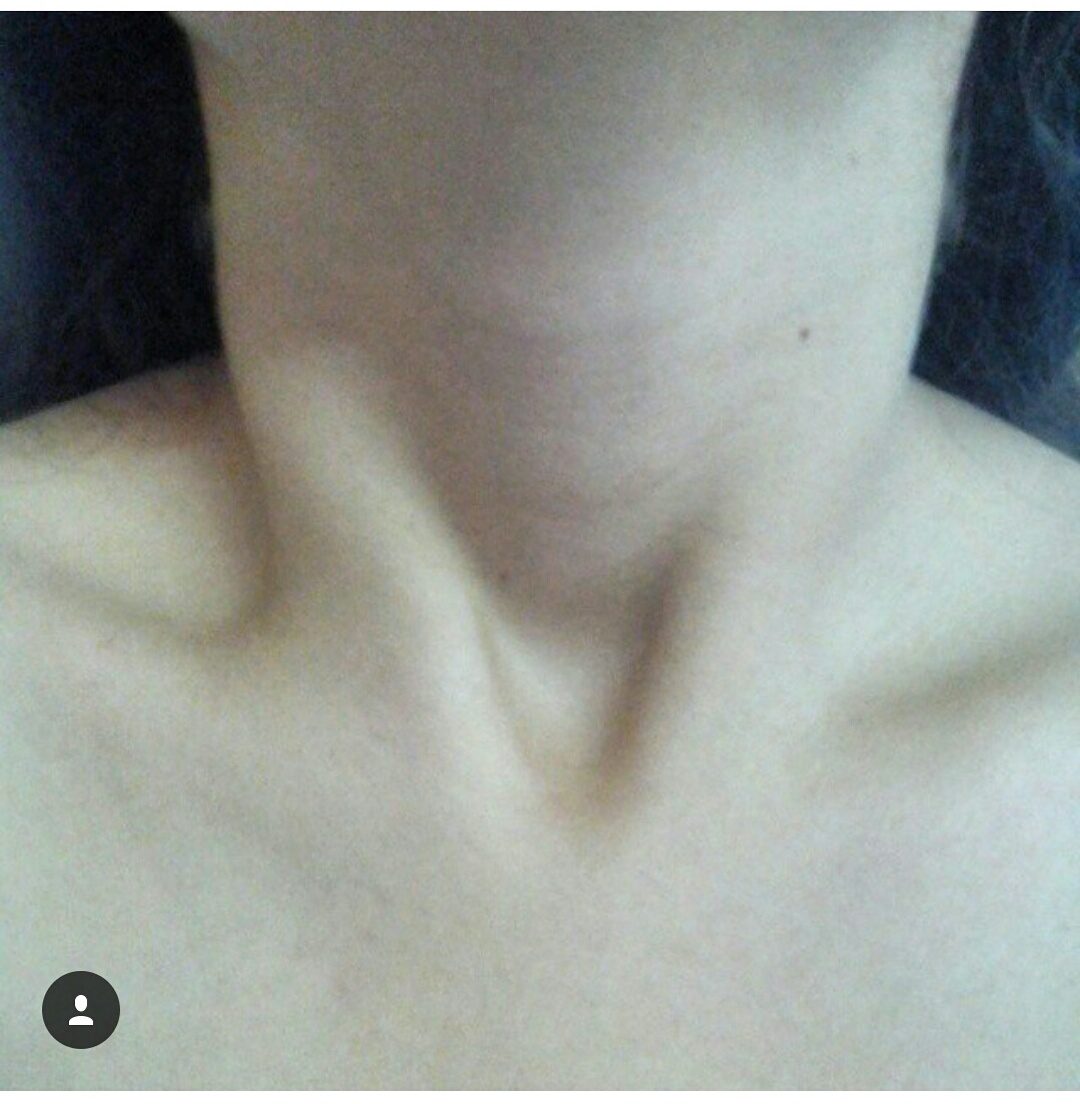
الثلمة الوداجية (jugular notch) أو الثلمة فوق القص (suprasternal notch)

قبضة القص هي القسم الأول العلوي من العظم وهي أكبر القطع المؤلِفة لعظم القص، وتكون عريضة في قسمها العلوي عن قسمها السفلي وتتوسط حافتها العليا ثلمة غير عميقة يمكن لمسها بجسم الإنسان في قاعدة الرقبة عند الخط المنصف تُسمى بالثلمة فوق القصية (Suprasternal notch) أو الثلمة الوداجية (jugular notch).
وعلى جانبي الثلمة فوق القصية (أو الثلمة الوداجية) يوجد وجيهان مفصليان (ثلمتان) بإتجاه علوي خلفي وللجهة الوحشية يُسميان بالثلمة الترقوية للقص (clavicular notch) يتمفصل بهما من كل جهة النهاية الإنسية لعظمي الترقوة (اليمنى واليسرى) لتكوين المفصل القصي الترقوي الذي هو منطقة اتصال عظام الطرف العلوي بالجذع مباشرة.
وأسفل كل ثلمة ترقوية قصية (اليمنى واليسرى) من كل جهة يوجد وجيه أصغر لتمفصل الغضروفة الضلعية الأولى.
أما النهاية السفلى لقبضة القص فتحمل وجيه مفصلي على كل جانب للتمفصل مع الحافة العليا للجسم مكونة زاوية تسمى بالزاوية القصّية، وتقع مقابل غضروفة الضلع الثاني.
لذا فإن القبضة لا تكون باستقامة واحدة مع الجسم ولهذه أهمية في حركات القفص الصدري.

### جسم القص
جسم القص (بالإنجليزية:  body, or gladiolus)‏ يقابل الفقرات الصدرية من الخامسة وحتى الثامنة، ويتصل بقبضة القص في الأعلى بواسطة المفصل القصي القبضي وبالناتئ الرهابي في الأسفل بواسطة المفصل القصي الرهابي، ويتصل بالغضاريف الضلعية من الغضروف الضلعي الثاني وحتى السابع. وهو القسم الأوسط من عظم القص، وهو أطول من قبضة القص ولكنه أقل عرضاً.
تتمفصل حافته العليا مع الحافة السفلى لقبضة القص مكونة الزاوية القصية، أما الحافة السفلى فتتمفصل مع الرهابة وهي أضيق منطقة بالجسم. وتحمل كل حافة في قسمها العلوي عند نقطة اتصالها مع الحافة العليا، ثلمة تتقابل مع ثلمة أخرى في القبضة عند حافتها الجانبية عند نقطة اتصالها مع الحافة السفلى، ومن هاتين الثلمتين يتكون وجيه لتمفصل غضروفة الضلع الثاني مقابل الزاوية القصبة وأسفل هذا الوجيه تحمل الحافة الجانبية وجيه لكل من الأضلاع الثالث والرابع والخامس والسادس، ونصف وجيه عند التقاء الحافة الجانبية للجسم مع الحافة الوسطى تتقابل هذا مع نظيره في الرهابة (نصف وجيه عند الحافة العليا بالتقاءها مع الحافة الجانبية) فيتكون وجيه لتمفصل غضروفة الضلع السابع.
ولجسم القص سطحان: سطح أمامي وسطح خلفي.يوجد على السطح الأمامي ثلاثة خطوط غير واضحة افقية تبين مناطق التحام القطع الأربعة للجسم وفي بعض الحالات نشاخد فتحة مابين القطعة الرابعة والثالثة تمثل منطقة عدم التحام القطع.
إن الجسم ليس باستقامة واحدة مع القبضة، إذ يقع قسمه الأسفل في مستوى أمامي أكثر من القسم العلوي، كما أن أعرض منطقة في الجسم هي مقابل غضروفة الضلع الخامس.

### الناتئ الرهابي أو الزائدة السيفية
الناتئ الرهابي أو الزائدة السيفية (بالإنجليزية: Xiphoid process)‏ يُكوّن الجزء الأسفل من عظم القص، ولايوجد أضلاع أو غضاريف ضلعية تتصل به.
الناتئ الرهابي هو القسم الثالث من عظم القص ويتمفصل مع الحافة السفلى لجسم القص. وهو عبارة عن صفيحة مدببة غضروفية تختلف من حيث الشكل والحجم وغالباً ماتكون مثقوبة وتتحول إلى عظم بتقدم العمر.
عند إجراء الإسعافات الأولية والضغط على الصدر باليد لإنعاش القلب والدورة الدموية (إنعاش قلبي رئوي)، قد ينكسر الناتئ الرهابي وينفك عن مفصله مع جسم القص، فينغرس في الكبد مسبباً نزيفا داخلياً مميتاً.

## المفاصل
الغضاريف الضلعية السبعة العلوية تتقاطع مع عظمة القص لتكون الحافة الضلعية الأمامية. الشقوق في الترقوة لليمين واليسار تتقاطع مع الترقوة لليسار واليمين، على التوالي. الغضروف الضلعي من الضلع الثاني يتقاطع مع عظمة القص في زاوية القص مما يجعل من السهل العثور عليها أو إيجادها.

## العضلات
تتصل عضلات بعظم القص وهي:
1. العضلة الصدرية العظمية
2. العضلة القصية الترقوية الخشائية (جزء منها)
3. عضلة الحجاب الحاجز (جزء منها)

وعضلات أخرى

## الأهمية السريرية

### الكسور
الكسور في عظم القص ليست شائعة إلى حد ما. ربما تحدث بسبب صدمة، مثل شخص يقود السيارة واصطدم عمود بصدره في حادث للسيارة. الكسر في عظم القص عادة ما يكون كسر مفتت. المكان أو الموقع الشائع للكسور في منطقة عظم القص هو في منطقة زاوية القص. كشفت بعض الدراسات عن أن اللكمات المتكررة أو الضرب المستمر (تسمى لكمات القص) في أن مساحة أو مكان عظمة القص مكان للكسر. وهذه تعرف أو تحصل بسبب الألعاب الرياضية مثل لعبة الركبي وكرة القدم. الكسور في عظم القص كثيرا ماترتبط مع الإصابات الكامنة وراء الكدمات الرئوية أو أيضا كدمات في الأنسجة الرئوية.
الحالة النادرة المرتبطة بعظم القص هي الثقب في العظمة وهو عبارة عن ثقب واحد داخل القص ويكون موجودا عند الولادة وعادةً ما يكون بعيداً عن مركز عظم القص إما لليسار أو لليمين. وتتشكل عادة في القسم الثاني أو الثالث أو الرابع من جسم القص.

## معرض الصور

مكان عظم القص بالصدر (موضح باللون الأحمر).
مكان عظم القص بالصدر (موضح باللون الأحمر).
شكل عظم القص
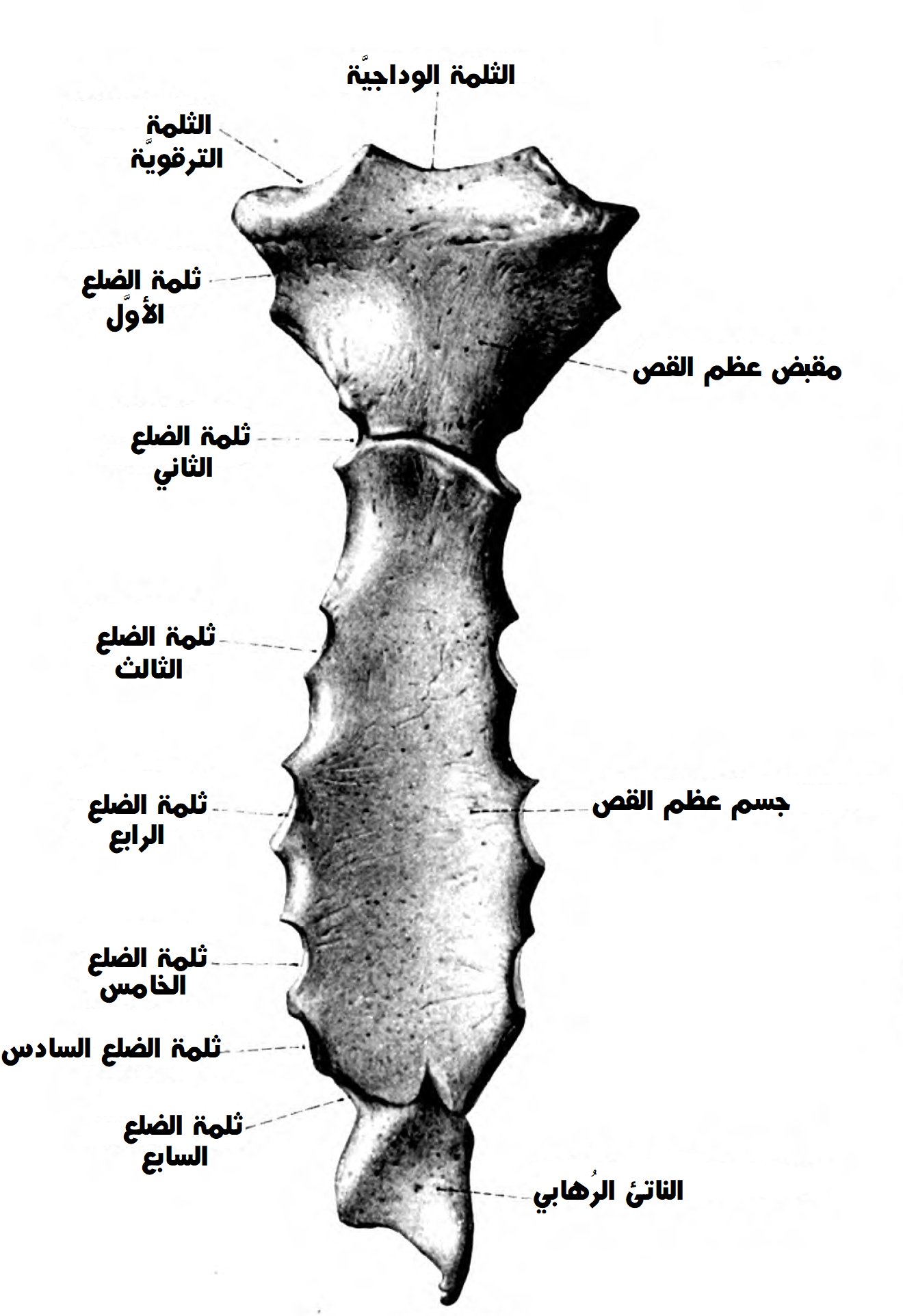
صورة من الخلف لعظم القص
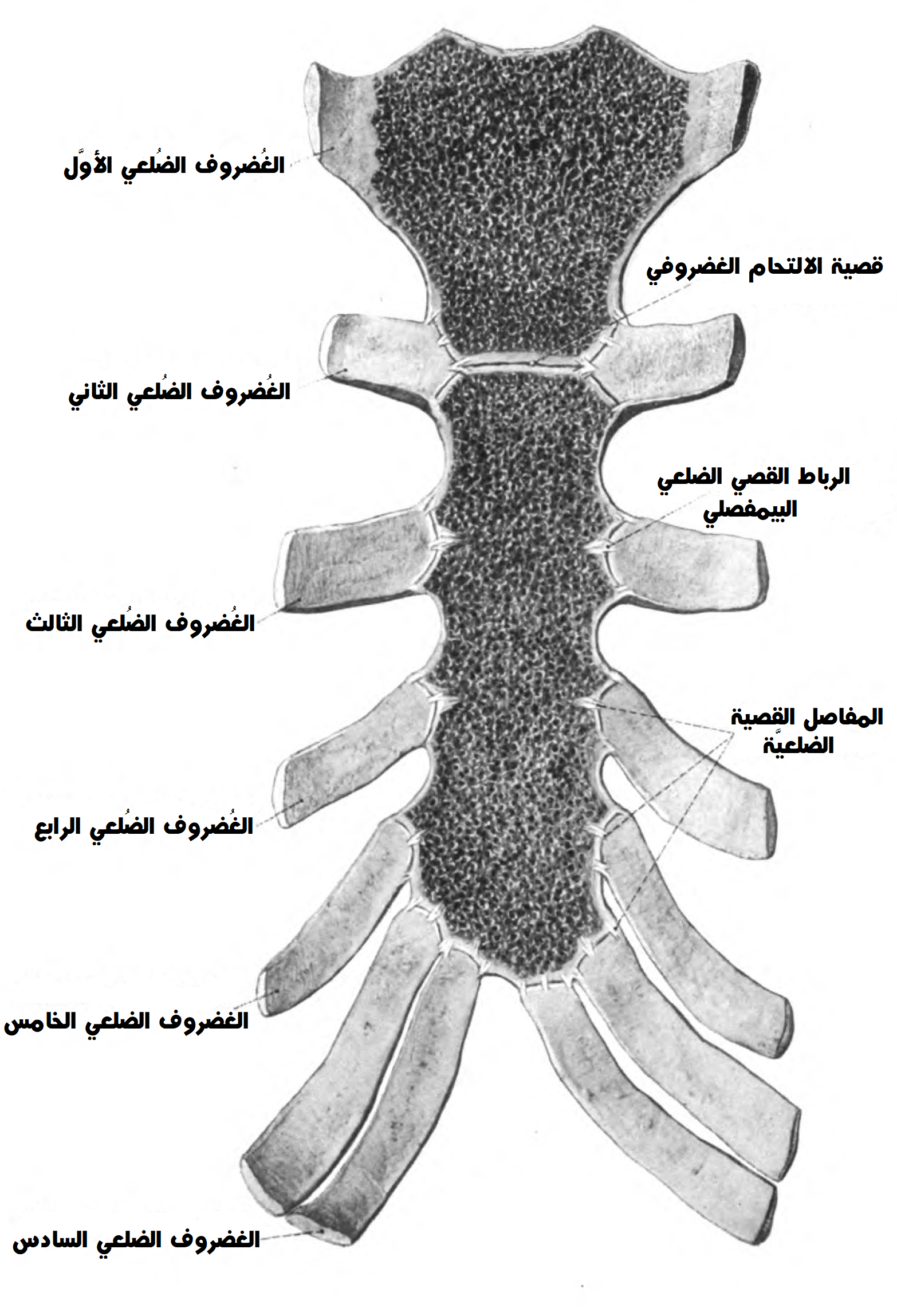
قطع في عظم القص على طول المستوى الأمامي، يُظهر المناطق الداخلية من العظم
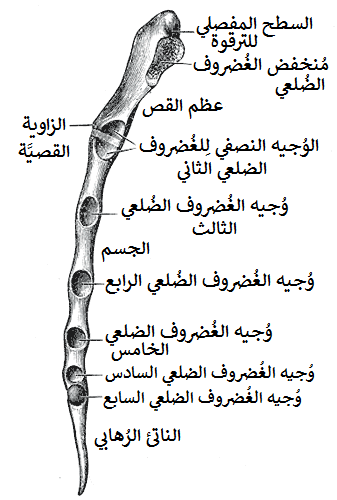
الحد الجانبي من عظم القص
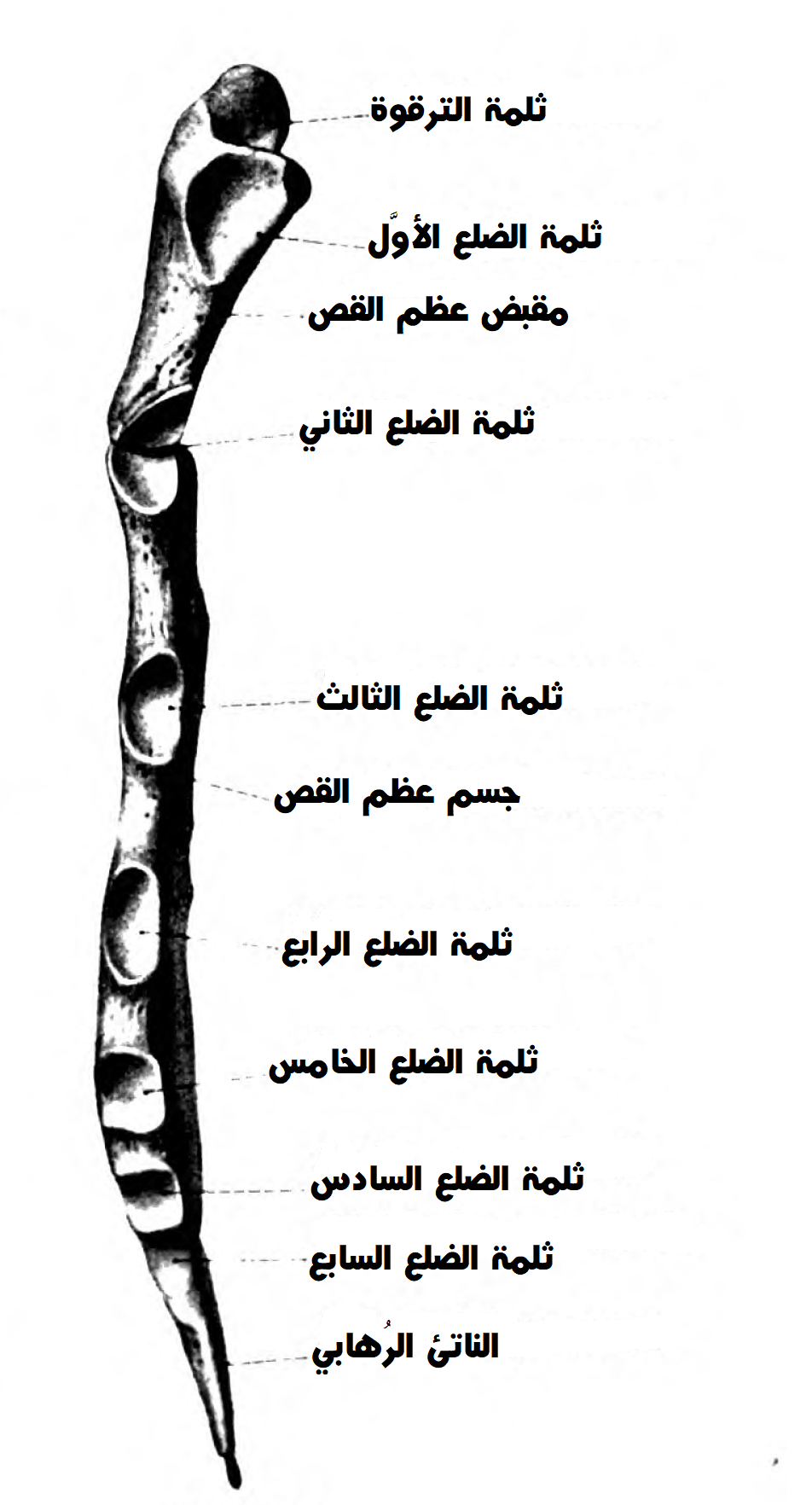
عظم القص من الجانب الوحشي
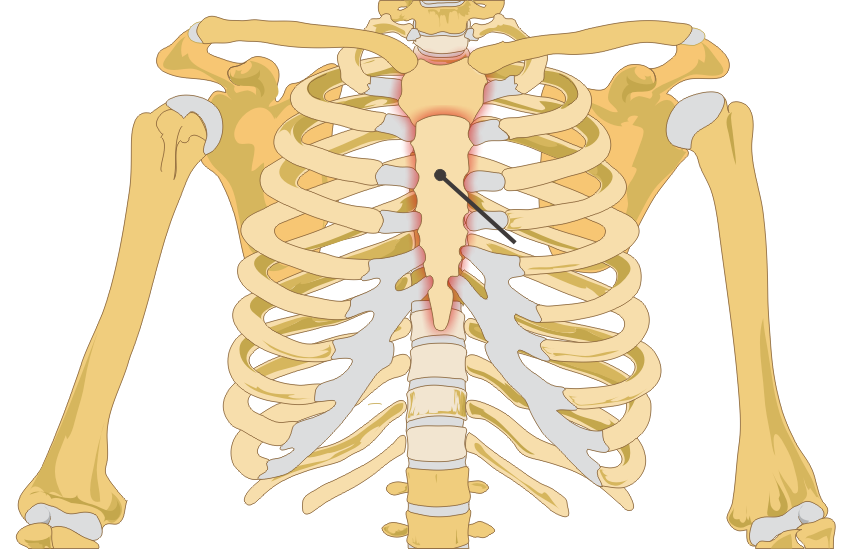
مكان عظم القص من القفص الصدري
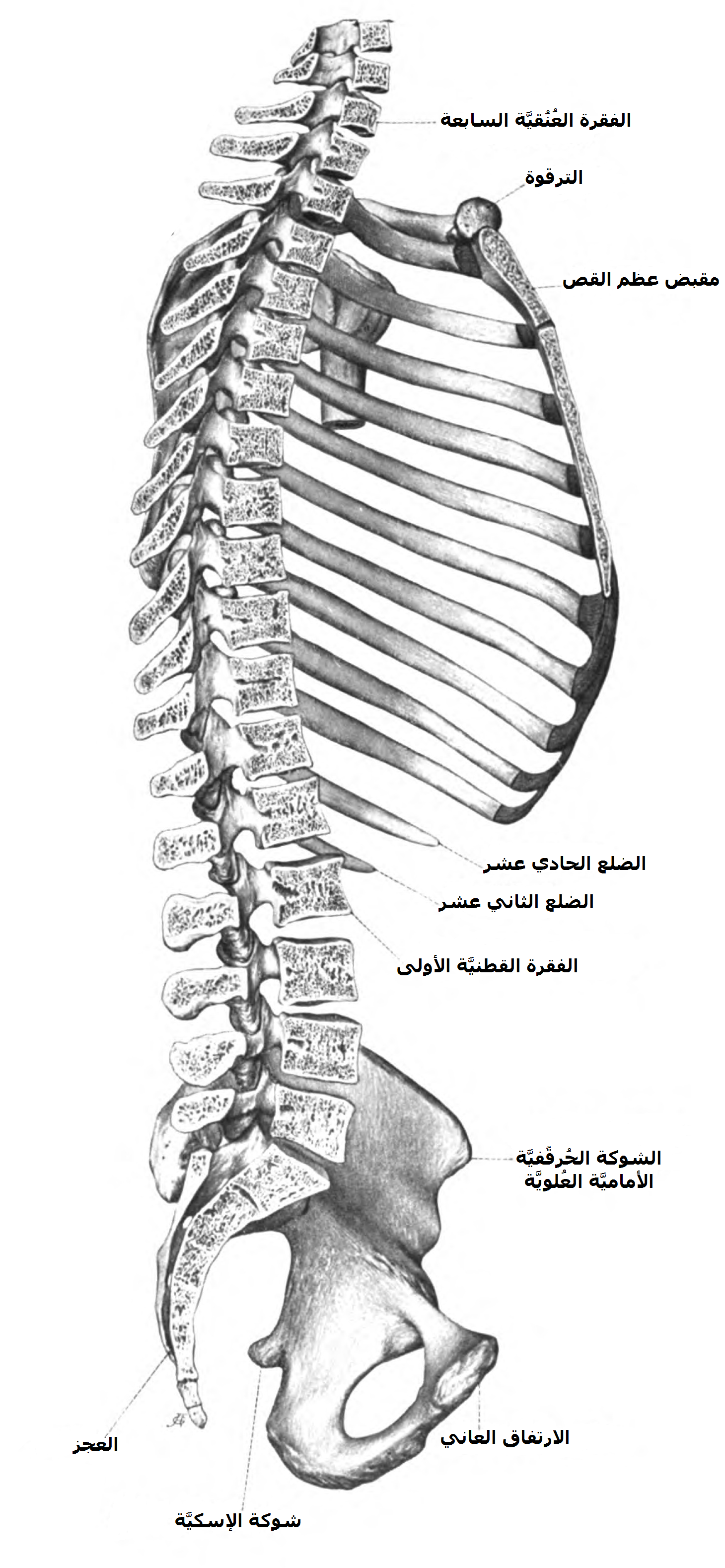
عظم القص في مقطع سهمي ، متصل بمحور الهيكل العظمي
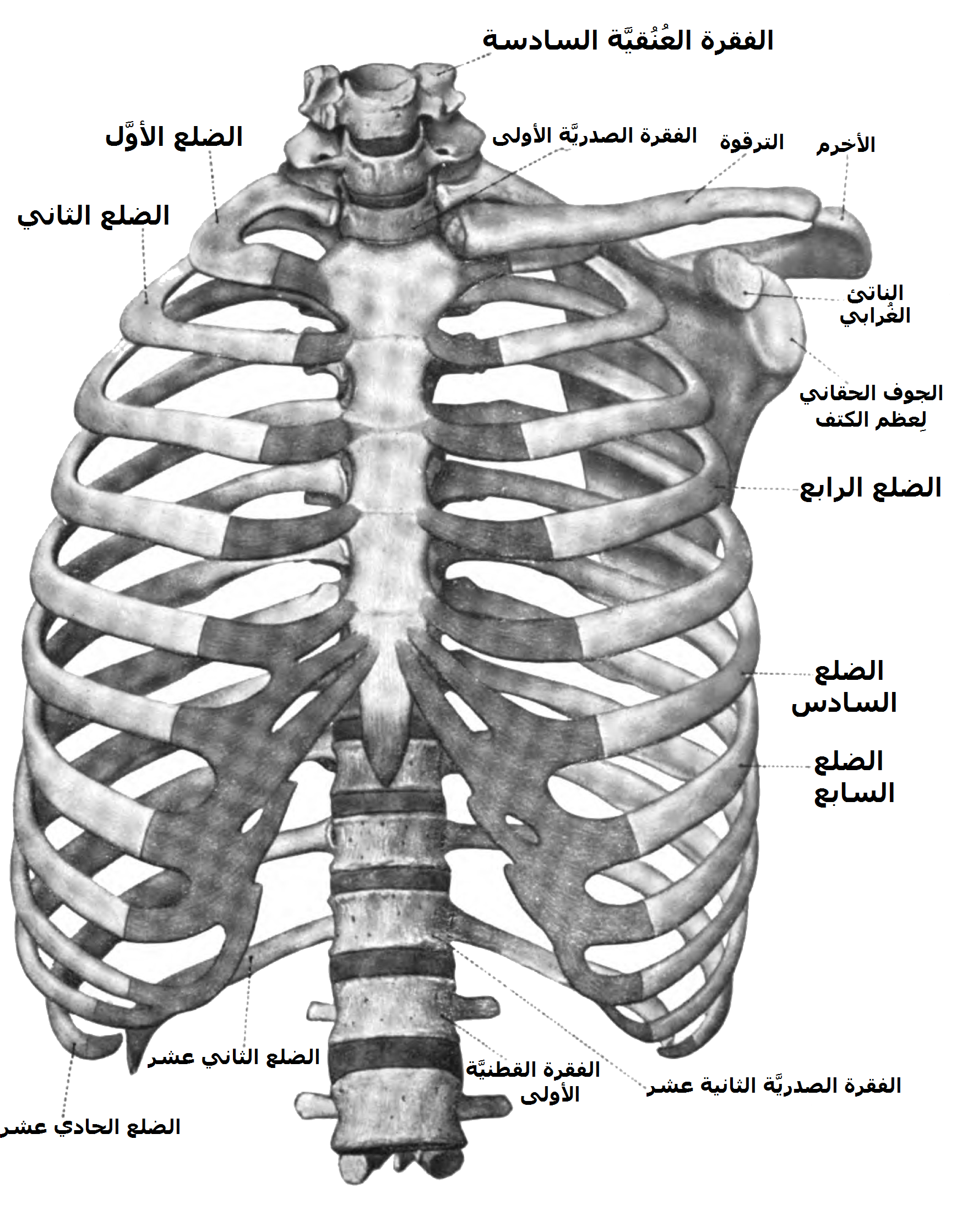
عظم القص في مكانه، متصلاً بالقفص الصدري والترقوة